# Piet de Wolf
Piet de Wolf (Rotterdam, 1921 – Rotterdam, 2013. november 14.) holland labdarúgó, kapus, edző.

## Pályafutása

### Játékosként
1939 és 1951 között a Spartaan ’70 csapatában játszott kapusként. A második világháború több évre félbeszakította pályafutását.

### Edzőként
A DCL csapatában kezdte az edzői pályafutását és rögtön az első idényben, 1951–52-ben megnyerte az együttessel az amatőr bajnokságot. 1952-ben szerezte meg edzői diplomáját. 1952 és 1956 között a Feyenoordnál segédedző Dombi Richárd mellett. 1955–56-ban a csapat megbízott vezetőedzője volt. Az 1956–57-es szezonban az SC Emma tevékenykedett, majd visszatért a Feyenoordhoz. 1959 februárjában ismét megbízott vezetőedző volt Jaap van der Leck helyett.
1960-ban az Alkmaar ’54 vezetőedzője lett. 1962. január 1-jétől a Holland labdarúgó-szövetség megbízta a holland amatőr válogatott szakmai vezetésével. Ezt követően még több holland csapatnál tevékenykedett az 1980-as évek végéig.